# Kožlany
Kožlany − miasto w Czechach, w kraju pilzneńskim. 
Według danych z 1 stycznia 2024, liczba mieszkańców miasta wynosi 1546 osób (967. miejsce w kraju wśród miejscowości; 542. miejsce wśród miast).

## Demografia
| Rok             | 1970 | 1980 | 1991 | 2001 | 2003 | 2008 | 2016 | 2024 |
| --------------- | ---- | ---- | ---- | ---- | ---- | ---- | ---- | ---- |
| Liczba ludności | 1246 | 1392 | 1416 | 1406 | 1374 | 1370 | 1405 | 1546 |

Źródło: Czeski Urząd Statystyczny